# Pascal Objet
Pascal Objet (ou Object Pascal en anglais) est un langage orienté objet dérivé du Pascal. Il a été créé en 1990 par la société Borland comme une amélioration de son logiciel phare de l'époque, Turbo Pascal. Il s'agissait alors de la version 5.5. Même si l'ajout de l'objet au Turbo Pascal s'est opéré en douceur et a été vendu par Borland comme une simple et logique amélioration de Turbo Pascal, cela n'en a pas moins révolutionné ce langage et la communauté de développeurs qui lui était associée.
Le Pascal Objet prend un nouvel essor en 1995 avec la sortie de Delphi 1, toujours à l'initiative de Borland.

## Déclaration d'un type objet
```
 
type

   TMonObjet = 
object

     chaine: 
string
;
     
constructor
 NouvelObjet;
     
destructor
 DetruitObjet;
     
procedure
 ObjetExec;
   
end
;

end
;

procedure
 TMonObjet.ObjetExec;

begin

  WriteLn(chaine);

end
;
```

Remarque : le mot-clé object a été accompagné du mot-clé class avec Delphi. Les deux sont des types objets mais avec quelques légères différences. Par exemple, une classe est implicitement un pointeur, c'est-à-dire que le pointeur est créé et géré de manière implicite et transparente sans que le programmeur doive s'en occuper, tandis qu'un objet n'est pas automatiquement pointé, le programmeur devant le pointer manuellement et quasi systématiquement.

## Utilisation d'un objet
En utilisant la définition ci-dessus :
```
var

   Obj: TMonObjet;
```

```
begin

   Obj := TMonObjet.NouvelObjet;    
   Obj.Chaine := 
'Abracadabra'
;
   Obj.ObjetExec;  
{ Affiche 'Abracadabra' }

   Obj.DetruitObjet;

end
;
```